# Мелиц, Пауль
Пауль Кристиан Вильгельм Мелиц (нем. Paul Christian Wilhelm Mehlitz; 24 декабря 1906, Вильмерсдорф — 7 декабря 1982, Западный Берлин) — немецкий хоккеист на траве, нападающий. Серебряный призёр летних Олимпийских игр 1936 года.

## Биография
Пауль Мелиц родился 25 декабря 1906 года в немецком городе Вильмерсдорф (сейчас часть Берлина).
Играл в хоккей на траве за «Берлинер-92», в составе которого выиграл чемпионат Германии 1940 года.
В 1936 году вошёл в состав сборной Германии по хоккею на траве на летних Олимпийских играх в Берлине и завоевал серебряную медаль. Играл на позиции нападающего, провёл 2 матча, забил 1 мяч в ворота сборной Дании.
В 1927—1937 годах провёл за сборную Германии 26 матчей.

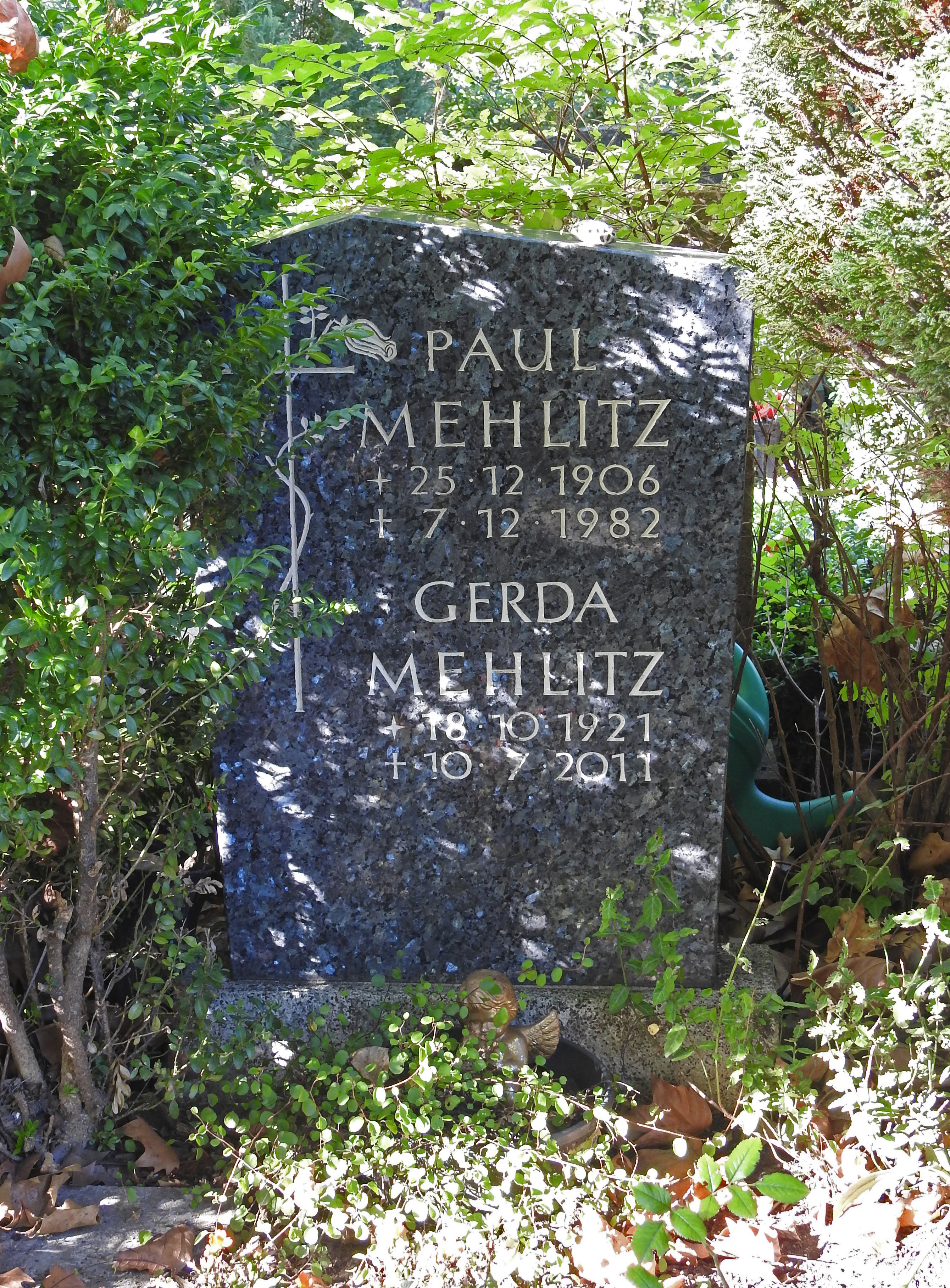
Могила Пауля Мелица

Умер 7 декабря 1982 года в Западном Берлине. Похоронен на Вильмерсдорфском кладбище в Берлине.